# 시드니 공항
시드니 공항(영어: Sydney Airport, IATA: SYD, ICAO: YSSY)은 오스트레일리아 뉴사우스웨일스주 시드니 외곽의 마스코트에 있는 국제공항이다. 킹스포드 스미스 공항(영어: Kingsford Smith Airport)이라는 이름으로도 알려져 있다. 시드니의 관문 역할을 하는 공항으로 알려져 있다.
현재 시드니 공항은 국제선 전용으로 운영되는 제 1터미널과 국내선 전용으로 운영되는 제2터미널, 제3터미널(콴타스 항공, 콴타스 링크 국내선 전용) 등 3개의 터미널로 구성되어 있으며 콴타스 항공 등 오스트레일리아의 주요 항공사들의 허브 공항으로 알려져 있다.

## 역사

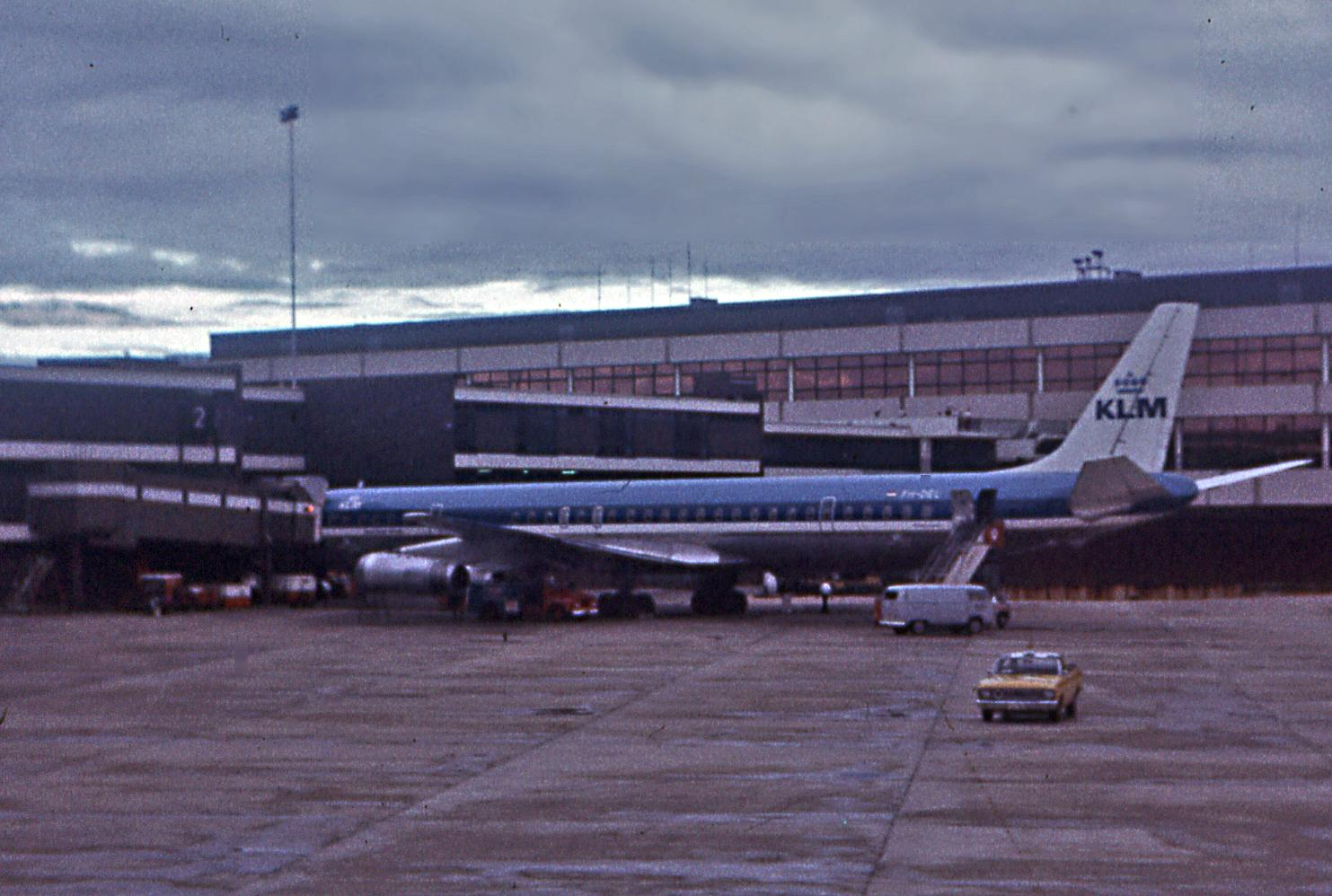
시드니에 도착해 있는 KLM의 더글러스 DC-8

1920년 1월 9일 킹스포드 스미스 공항(영어: Kingsford Smith Airport)으로 개항해 현재까지 운영 중인 민간 공항 중에서 세계에서 가장 오래 되었다. 1920년대 중반 시드니와 멜버른 및 애들레이드행의 국내선 운항이 시작했으며 이 무렵에 오스트레일리아 정부가 운영권을 갖게 됐다. 1940년대에 여객 터미널이 문을 열었다. 1953년 현재의 사명으로 변경되었고 1970년 5월 국제선 터미널을 완공되었다. 1990년 외국 방문객에게 고유 문화를 보여줄 수 있는 예술작품을 전시하기로 위해 공항에 그림, 조각, 수공예품, 자수, 사진 등을 전시하기 시작했으며 1994년에 3개의 활주로가 완공됐다. 1997년 기준으로 항공기 운항 횟수는 연간 278,786회이며, 여객수는 20,621,776명이고, 화물 수송량은 530,601톤을 수송했다. 1998년 7월 1일 시드니 공항 주식회사(영어: SACL, Sydney Airports Corporation Limited)가 설립했다. 2000년에 공항 개발 계획에 따라 공항과 기존의 철도망을 연결하는 지하철이 개통되었다. 2002년에 민영화되면서 시드니 공항 주식회사(영어: SACL, Sydney Airports Corporation Limited)가 관리 및 운영을 하고 있다. 2009년 기준으로 세계에서 28번째로 이용객이 많은 공항에 기록됐다. 그리고 오스트레일리아에서 가장 붐비는 공항으로 매년 승객 2,600만 명이 이 공항을 이용하고 있는데 2020년에 이용객이 6,800만 명에 이를 것으로 전망되는 등 공항이 갈수록 붐비면서 2000년대 들어 제2의 시드니 공항이 있어야 한다는 주장이 제기되고 있다. 2003년의 한 연구 조사 보고서는 시드니 공항이 교통 체증으로 인해 20년 동안 국제공항 용도만 사용돼야 한다고 지적했다.

## 터미널

### 터미널 1

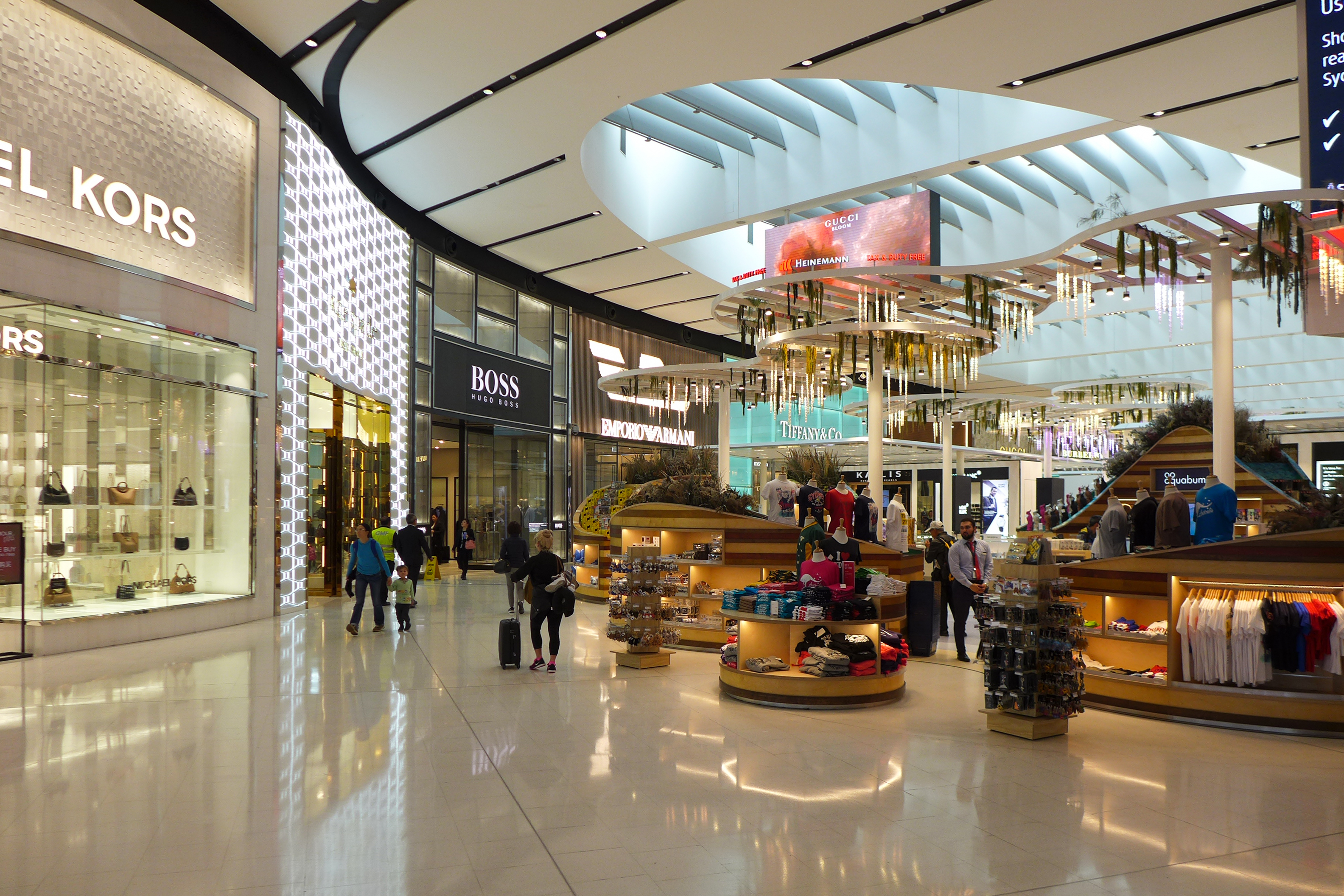
시드니 공항 터미널 1

제1터미널은 1970년 5월 3일 개통되어 옛 해외여객터미널(지금 제3터미널이 서 있는 곳에 위치)을 대체하고 이후 크게 확장되었다. 오늘날 그것은 공항의 북서부 지역에 위치한 국제 터미널로 알려져 있다. 25개의 관문(B번 중앙홀은 8~37번, C번 홀은 50~63번)이 에어로브리지를 통해 제공된다. 피어 B는 콴타스, 온월드의 모든 멤버 및 모든 스카이팀 멤버(델타 제외)가 사용한다. 피어 C는 모든 스타 얼라이언스 멤버들뿐만 아니라 버진 오스트레일리아와 그 파트너들(델타 포함)에 의해 사용된다. 또한 피크 기간 동안 그리고 낮에 유휴 항공기의 주차를 위해 많이 사용되는 많은 원격 베이가 있다.
터미널 건물은 도착, 출발, 항공사 사무실 등 3단계로 구분된다. 출발 층에는 각각 20개의 체크인 데스크가 있으며, 10개의 싱글 데스크가 있어 총 200개의 체크인 데스크가 있다. 이 터미널은 콴타스 항공을 위한 2개, 에티하드 항공, 에어 뉴질랜드, 싱가포르 항공, 에미레이트 항공, 아메리칸 항공, 스카이팀 등 8개의 항공 라운지를 운영하고 있다. 이 터미널은 2010년에 완공된 5억 달러의 대규모 재개발을 거쳤는데, 이 재개발은 쇼핑 단지를 확장하고, 아웃바운드 세관 운영을 중앙 집중화하고 터미널의 용적 공간을 25만 4천 평방 미터(2,730,000 평방 피트)로 늘렸다. 2015년 아웃바운드 및 인바운드 면세점의 재구성 및 변경, 에어사이드 식당 구역 확장, 호주 국경군 아웃도어 이민 스마트게이트 설치로 추가 개조가 시작되었다. 이 작품들은 2016년에 완성되었다.

### 터미널 2

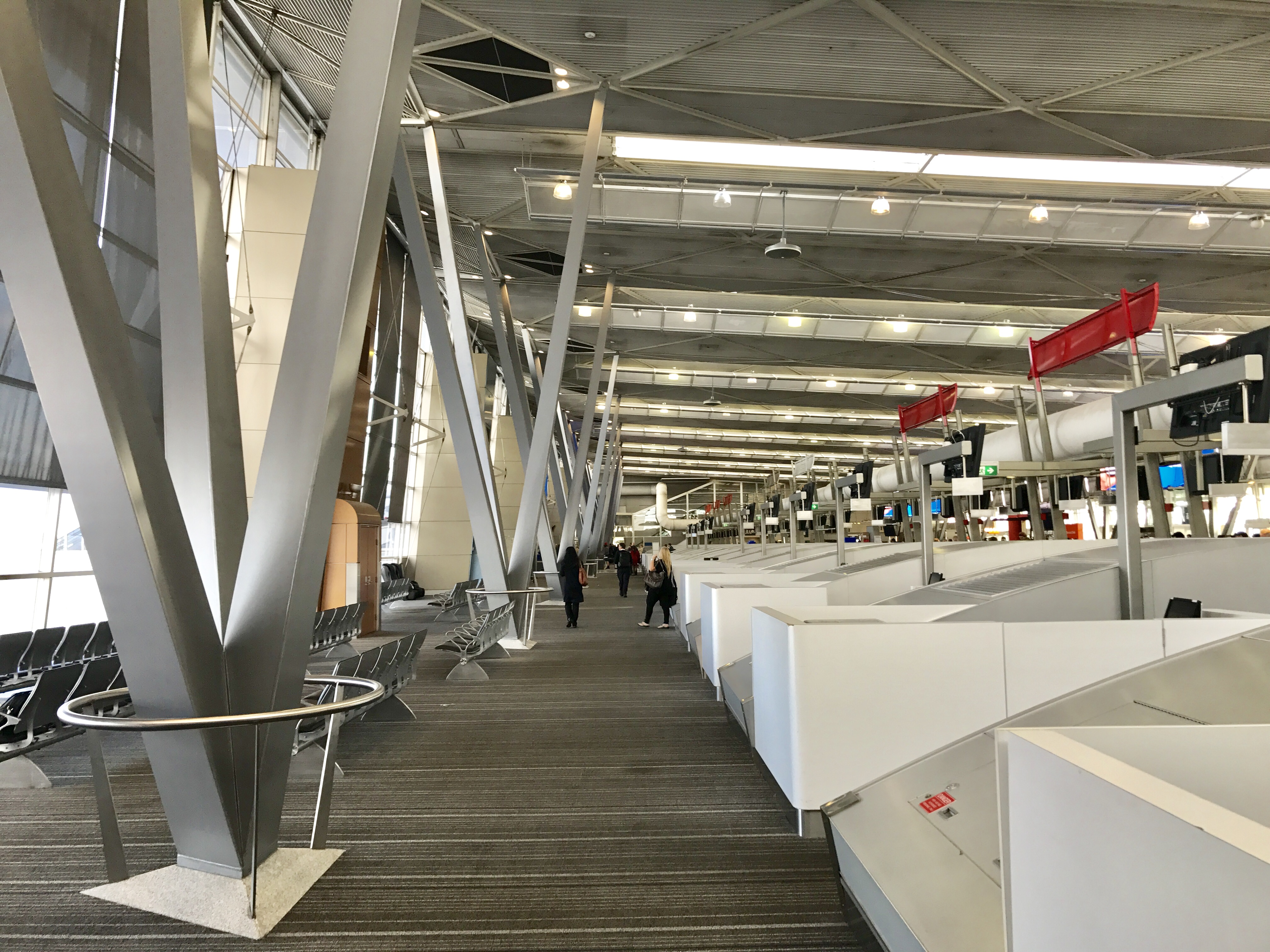
시드니 공항 터미널 2

공항의 북동쪽 구간에 위치한 터미널 2는 앤셋 오스트레일리아가 국내에서 운영하던 곳이었다. 에어로브리지가 제공하는 16개의 주차 베이와 지역 항공기를 위한 여러 개의 원격 베이를 갖추고 있다. 제트스타 항공, 타이거 에어 오스트레일리아, 버진 오스트레일리아를 제공한다. 버진 오스트레일리아를 위한 라운지가 있다.

### 터미널 3

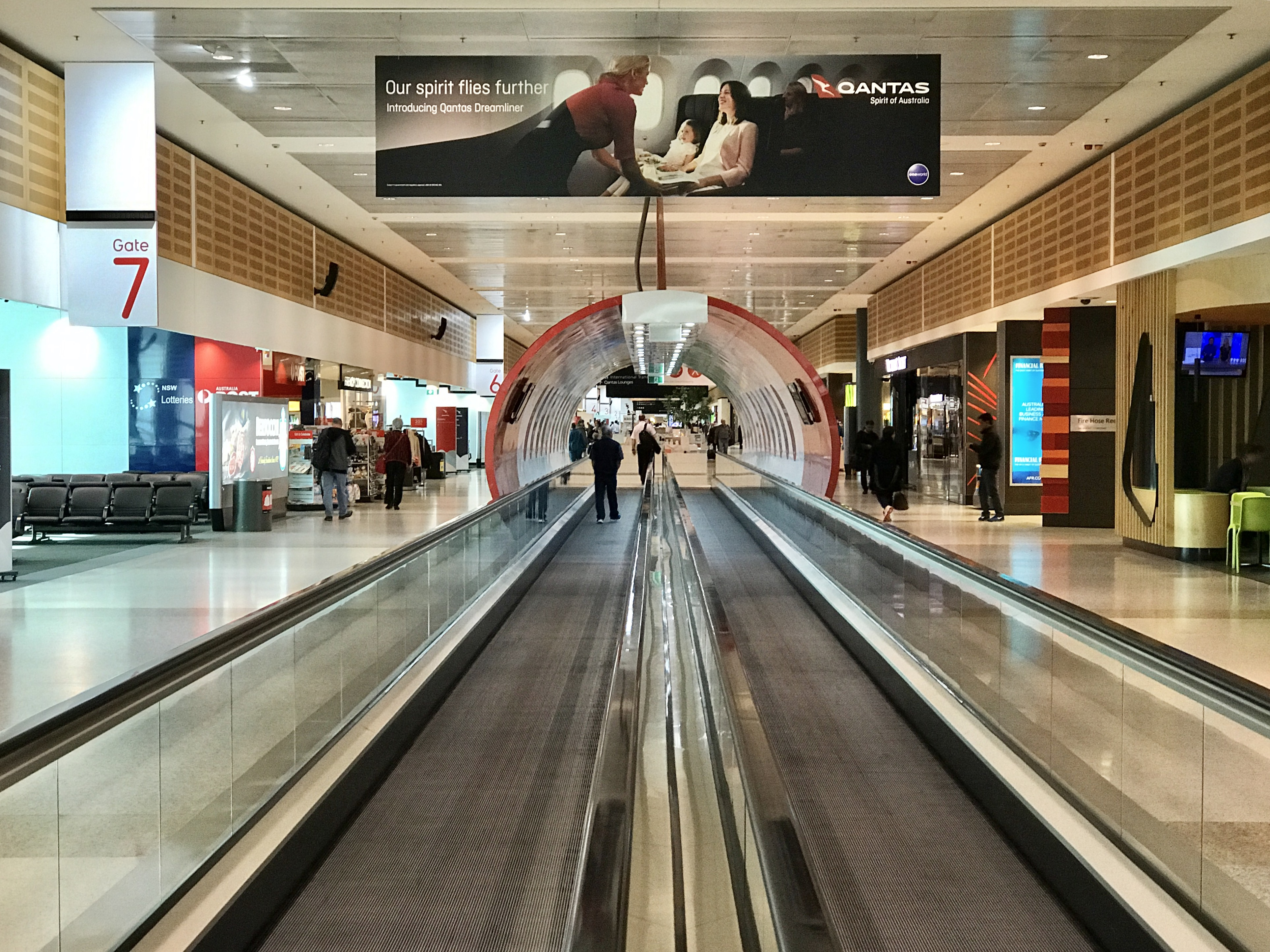
시드니 공항 터미널 3

터미널 3은 국내선 터미널로, 2013년 8월 16일 콴타스링크가 터미널 2에서 터미널 3으로 운항을 이전했다. 제2터미널처럼 북동쪽 구간에 위치해 있다.
현재의 터미널 건물은 1999년에 완공된 하셀에 의해 설계된 확장의 결과물이다. 여기에는 새로운 기둥 없는 체크인 홀 위로 60m 길이의 지붕 스팬을 건설하는 것이 포함되었고, 결과적으로 터미널 발자국을 80,000m²까지 확장시켰다. 에어로브리지가 제공하는 주차 베이는 이중 에어로브리지가 제공하는 2개를 포함하여 14개가 있다. 터미널 3은 대형 콴타스 클럽 라운지와 전용 비즈니스 클래스 및 의자 라운지를 갖추고 있다. 터미널 3에는 또한 콴타스 전용 게이트 13에 인접한 '허리컬렉션'이 있으며, 항공사의 90년 이상 근무한 많은 컬렉션을 포함한다. 또한 공항의 앞치마를 볼 수 있으며, 비행기 스탬퍼에 의해 일반적으로 사용된다.
콴타스 항공는 2019년까지 계속될 예정이었던 터미널 3의 임대료를 5억 3천 5백만 달러에 시드니 공항으로 다시 팔았다. 이것은 시드니 공항이 수익성이 좋은 소매 지역을 포함한 터미널의 운영 책임을 재개한다는 것을 의미한다.

## 운항 노선

### 국제선
| 항공사                 | 목적지 |
| ---------------------- | --- |
| 콴타스 항공            | 나디, 누메아, 누쿠아폴라, 뉴욕(JFK), 댈러스(포트워스), 덴파사르, 도쿄(하네다), 런던(히드로), 로스앤젤레스, 마닐라, 방갈로르, 방콕(수완나품), 밴쿠버, 산티아고, 샌프란시스코, 싱가포르, 오클랜드, 요하네스버그, 웰링턴, 자카르타(수카르노 하타), 크라이스트처치, 호놀룰루, 홍콩(첵랍콕) 계절편: 로마(피우미치노) |
| 버진 오스트레일리아    | 누쿠아폴라, 덴파사르 |
| 제트스타 항공          | 나디, 덴파사르, 라로통가, 서울(인천), 오클랜드, 푸켓, 호놀룰루, 호치민, 해밀턴 |
| 대한항공               | 서울(인천) |
| 아시아나항공           | 서울(인천) |
| 티웨이항공             | 서울(인천) |
| 중국국제항공           | 베이징(수도) |
| 중국남방항공           | 광저우 |
| 중국동방항공           | 톈진, 정저우, 오클랜드 |
| 샤먼 항공              | 샤먼, 푸저우 |
| 톈진 항공              | 우루무치, 충칭 |
| 캐세이퍼시픽 항공      | 홍콩(첵랍콕) |
| 일본항공               | 도쿄(하네다) |
| 전일본공수             | 도쿄(하네다) |
| 중화항공               | 타이페이(타오위안) |
| 말레이시아 항공        | 쿠알라룸푸르 |
| 바틱 에어 말레이시아   | 쿠알라룸푸르, 덴파사르 |
| 에어아시아 X           | 쿠알라룸푸르 |
| 베트남 항공            | 하노이, 호치민 |
| 뱀부 에어웨이즈        | 호치민 |
| 비엣제트 항공          | 호치민 |
| 싱가포르 항공          | 싱가포르 |
| 스쿠트                 | 싱가포르 |
| 가루다 인도네시아 항공 | 자카르타(수카르노 하타), 덴파사르 |
| 바틱 에어              | 덴파사르 |
| 타이 항공              | 방콕(수완나품) |
| 타이 에어아시아 X      | 방콕(수완나품) |
| 필리핀 항공            | 마닐라 |
| 세부 퍼시픽            | 마닐라 |
| 스리랑카 항공          | 콜롬보 |
| 에어 인디아            | 델리 |
| 에미레이트 항공        | 두바이, 크라이스트처치 |
| 에티하드 항공          | 아부다비 |
| 카타르 항공            | 도하 |
| 영국항공               | 런던(히드로), 싱가포르 |
| 델타 항공              | 로스앤젤레스 |
| 아메리칸 항공          | 로스앤젤레스 |
| 유나이티드 항공        | 로스앤젤레스, 샌프란시스코 계절편: 휴스턴 |
| 하와이안 항공          | 호놀룰루 |
| 에어 캐나다            | 밴쿠버 |
| LATAM 칠레             | 산티아고, 오클랜드 - (2025년 10월 25일 단항 예정) |
| 에어 뉴질랜드          | 웰링턴, 오클랜드, 크라이스트처치, 퀸스타운 |
| 에어칼린               | 누메아 |
| 에어 바누아투          | 포트빌라 |
| 에어 뉴기니            | 포트모리스비 |
| 피지 항공              | 나디, 수바 |

### 국내선
| 항공사              | 목적지 |
| ------------------- | --- |
| 콴타스 항공         | 골드코스트, 노퍽, 다윈, 멜버른, 브리즈번, 선샤인코스트, 애들레이드, 앨리스 스프링스, 에이어스 록, 케언즈, 퀸스타운, 퍼스, 해밀턴, 호바트 계절편: 캔버라, 브룸                                                                         |
| 콴타스 링크         | 캔버라, 골드코스트, 그리피스, 두보, 로드호, 론스턴, 메림불라, 멜버른, 모리, 밀두라, 발리나, 벤디고, 브로큰힐, 선샤인코스트, 아미데일, 알버리, 오렌지, 와가와가, 코프스하버, 타운스빌, 탐워스, 투움바, 포트맥쿼리, 호바트 계절편: 쿠마 |
| 렉스 항공           | 골드코스트, 그리피스, 나렌드라, 두보, 메림불라, 멜버른, 모루야, 브로큰힐, 브리즈번, 아미데일, 알버리, 오렌지, 와가와가, 코프스하버, 팍스, 포트맥쿼리                                                                                  |
| 링크 항공           | 캔버라, 나라브리, 인버렐, 탐워스 |
| 버진 오스트레일리아 | 골드코스트, 다윈, 론스턴, 멜버른, 발리나, 브리즈번, 선샤인코스트, 애들레이드, 케언즈, 퀸스타운, 타운스빌, 퍼스, 해밀턴, 호바트 |
| 제트스타 항공       | 다윈, 론스턴, 멜버른, 발리나, 브리즈번, 선샤인코스트, 아발론, 애들레이드, 에이어스 록, 케언즈, 퀸스타운, 타운스빌, 퍼스, 프로서핀, 해밀턴, 허비베이, 호바트 계절편: 맥케이                                                            |
| 플라이 펠리컨 항공  | 머지, 바스러스트, 코바르, 타리 |

### 화물 노선
| 항공사                   | 목적지 |
| ------------------------ | --- |
| 콴타스 프레이트          | 골드코스트, 멜버른, 방콕(수완나품), 브리즈번, 상하이(푸동), 시카고(오헤어), 오클랜드, 자카르타(수카르노 하타), 충칭, 크라이스트처치, 호놀룰루, 홍콩(첵랍콕) |
| 버진 오스트레일리아 카고 | 멜버른, 브리즈번, 케언즈, 타운스빌 |
| 캐세이퍼시픽 항공 카고   | 홍콩 |
| MAS 카고                 | 쿠알라룸푸르 |
| 싱가포르 항공 카고       | 싱가포르, 멜버른, 오클랜드 |
| 에미레이트 스카이카고    | 두바이, 싱가포르, 홍콩(첵랍콕) |
| DHL                      | 누메아, 로스앤젤레스, 멜버른, 브리즈번, 신시내티, 싱가포르, 오클랜드, 케언즈, 호놀룰루                                                                      |
| 칼리타 에어              | 로스앤젤레스, 싱가포르 |
| 페덱스 익스프레스        | 싱가포르 |
| UPS 항공                 | 상하이(푸동), 서울(인천), 싱가포르, 호놀룰루 |
| 에어 워크                | 오클랜드 |

## 연계 교통

### 도로 교통
- 주요 호텔과 공항 간을 운행하는 킹스포드 스미스 버스와 버스, 택시 등이 있다.

### 철도 교통
- 지하철의 경우 에어포트 힐스 에어 라인이 운영하고 있으며 시드니 도심에서 공항까지 약 11분 정도 걸린다.

## 통계
| 순위 | 공항               | 승객수    | % 변동 |
| ---- | ------------------ | --------- | ------ |
| 1    | 멜버른 공항        | 7,875,800 | 12.4   |
| 2    | 브리즈번 공항      | 4,391,200 | 2.6    |
| 3    | 골드코스트 공항    | 2,381,100 | 10.8   |
| 4    | 애들레이드 공항    | 1,774,100 | 11.9   |
| 5    | 퍼스 공항          | 1,606,200 | 10.2   |
| 6    | 캔버라 국제공항    | 1,092,600 | 7.7    |
| 7    | 케언스 공항        | 864,200   | 2.9    |
| 8    | 호바트 공항        | 496,600   | 1.5    |
| 9    | 선샤인코스트 공항  | 449,400   | 1.7    |
| 10   | 코프하버 공항      | 306,100   | 3.4    |
| 11   | 바닐라 바이론 공항 | 265,100   | 1.4    |
| 12   | 알버리 공항        | 247,900   | 4.8    |

| 순위 | 공항                    | 승객수    | % 변동 |
| ---- | ----------------------- | --------- | ------ |
| 1    | 오클랜드 국제공항       | 1,383,358 | 11.2   |
| 2    | 싱가포르 창이 국제공항  | 1,086,586 | 1.9    |
| 3    | 홍콩 국제공항           | 920,357   | 2.2    |
| 4    | 로스앤젤레스 국제공항   | 859,316   | 53.8   |
| 5    | 수완나품 국제공항       | 589,720   | 1.8    |
| 6    | 크라이스트처치 국제공항 | 567,151   | 4.4    |
| 7    | 히스로 공항             | 455,727   | 12.8   |
| 8    | 두바이 국제공항         | 409,938   | 41.7   |
| 9    | 나디 국제공항           | 395,974   | 25.1   |
| 10   | 인천국제공항            | 349,035   | 6.4    |
| 11   | 샌프란시스코 국제공항   | 320,982   | 5.9    |
| 12   | 나리타 국제공항         | 315,214   | 9.5    |

## 사건 및 사고
- 2002년 1월 9일 대한항공 581편 적재 사고가 일어났다 콴타스 소속 직원들의 하역작업 실수로 동체 꼬리부분에 손상을 입었으나 인명피해는 없었다.[11]
- 2007년 10월 25일 싱가포르 항공 SQ380편으로 싱가포르 창이 국제공항을 출발한 에어버스 A380-800 항공기가 최초로 상업 비행을 하여 성공적으로 도착하였다.
- 2008년 8월 2일 시드니를 출발해 마닐라까지 가던 콴타스 항공의 보잉 767-300 항공기가 비행도중 유압 계통에 이상이 생겨 시드니로 회항했다.[12]
- 2010년 3월 30일 시드니를 출발해 싱가포르가지 가던 콴타스 항공의 보잉 747-400 항공기의 엔진이 고장나 이륙한지 45분후 다시 시드니 공항으로 비상착륙했다.[13]

## 같이 보기
- 시드니
- 멜버른 공항

## 사진

시드니 공항의 국제선 운항노선
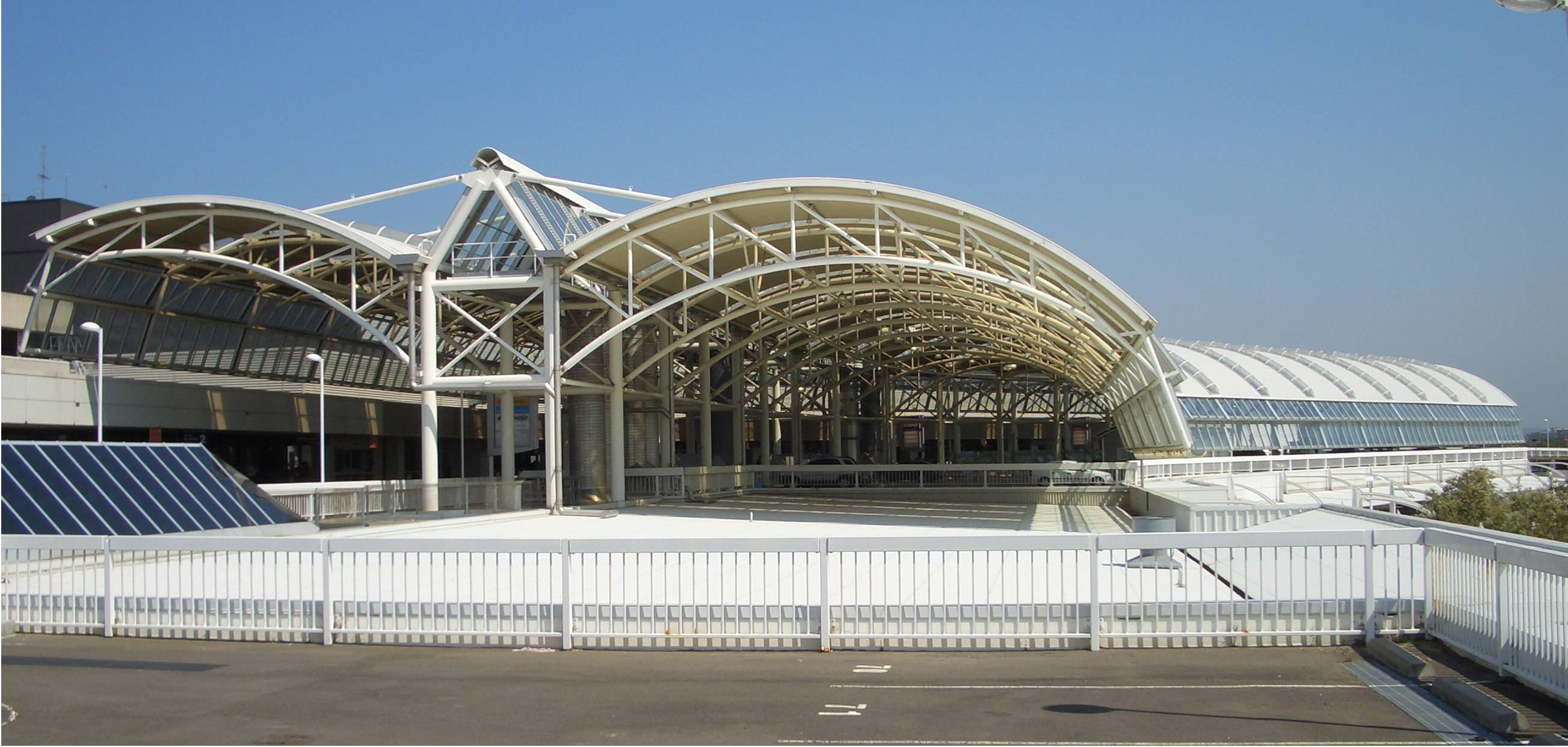
국제선 터미널 1층 출국장
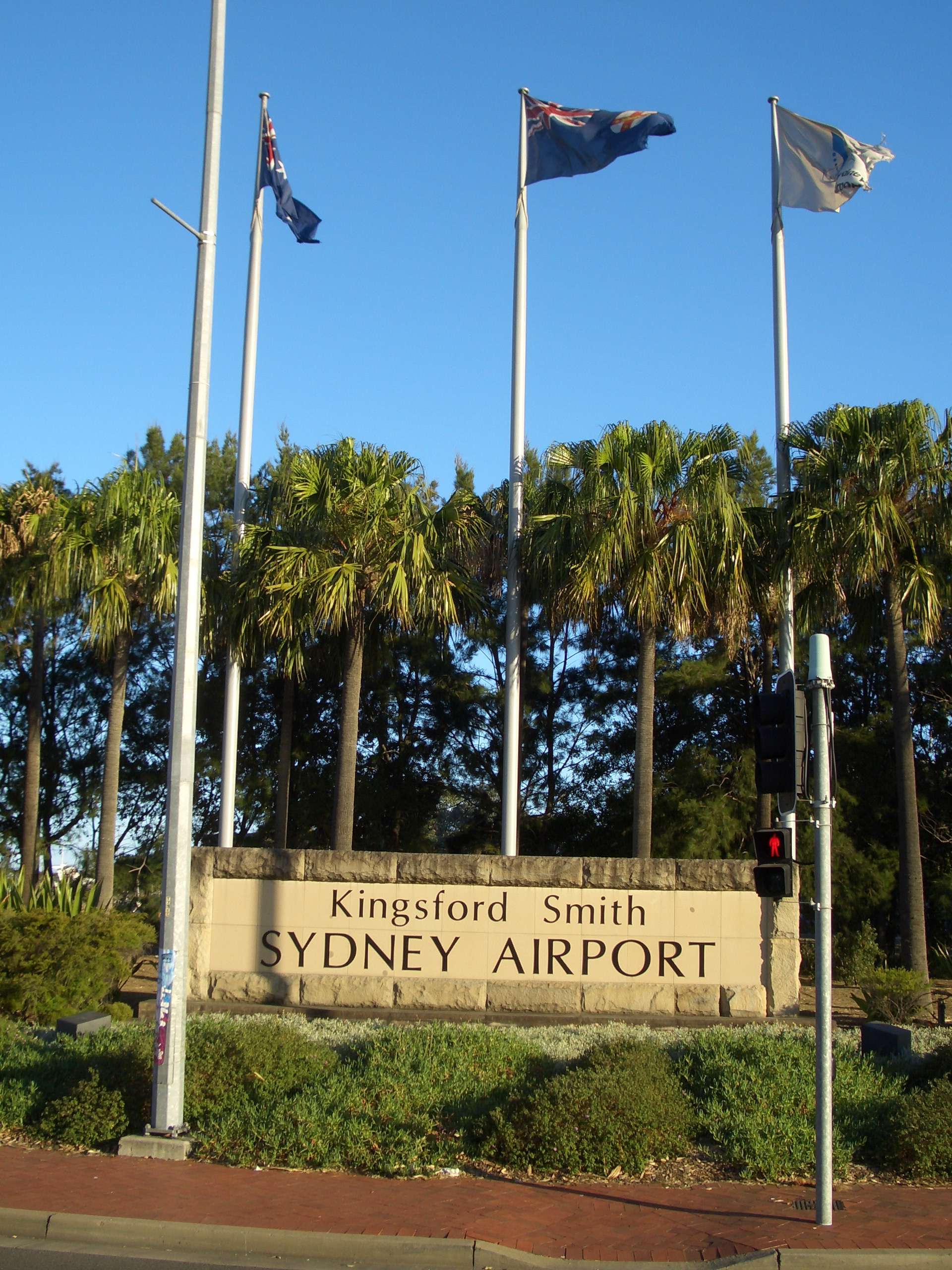
국내선 입구 표지판
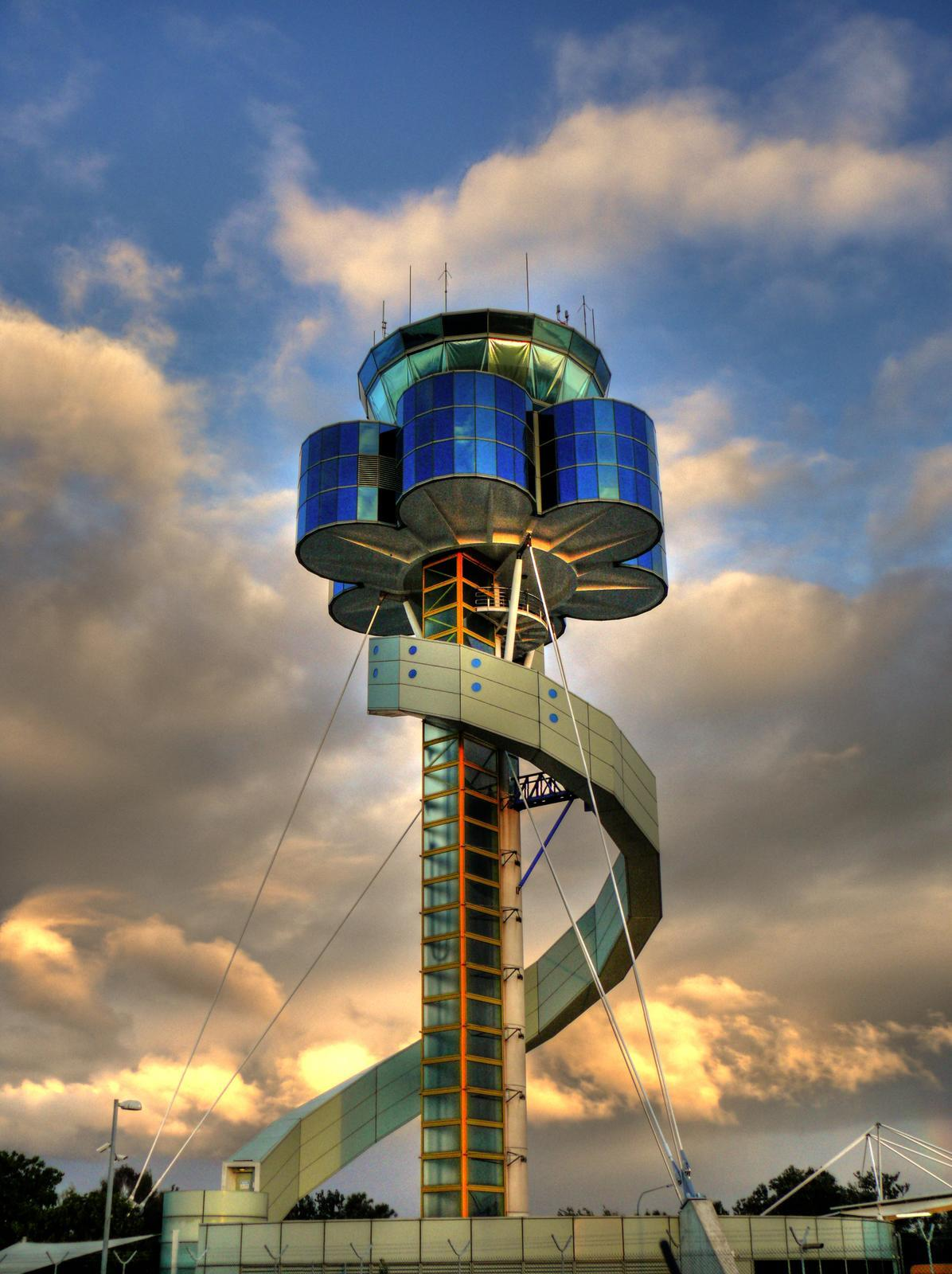
항공 관제탑
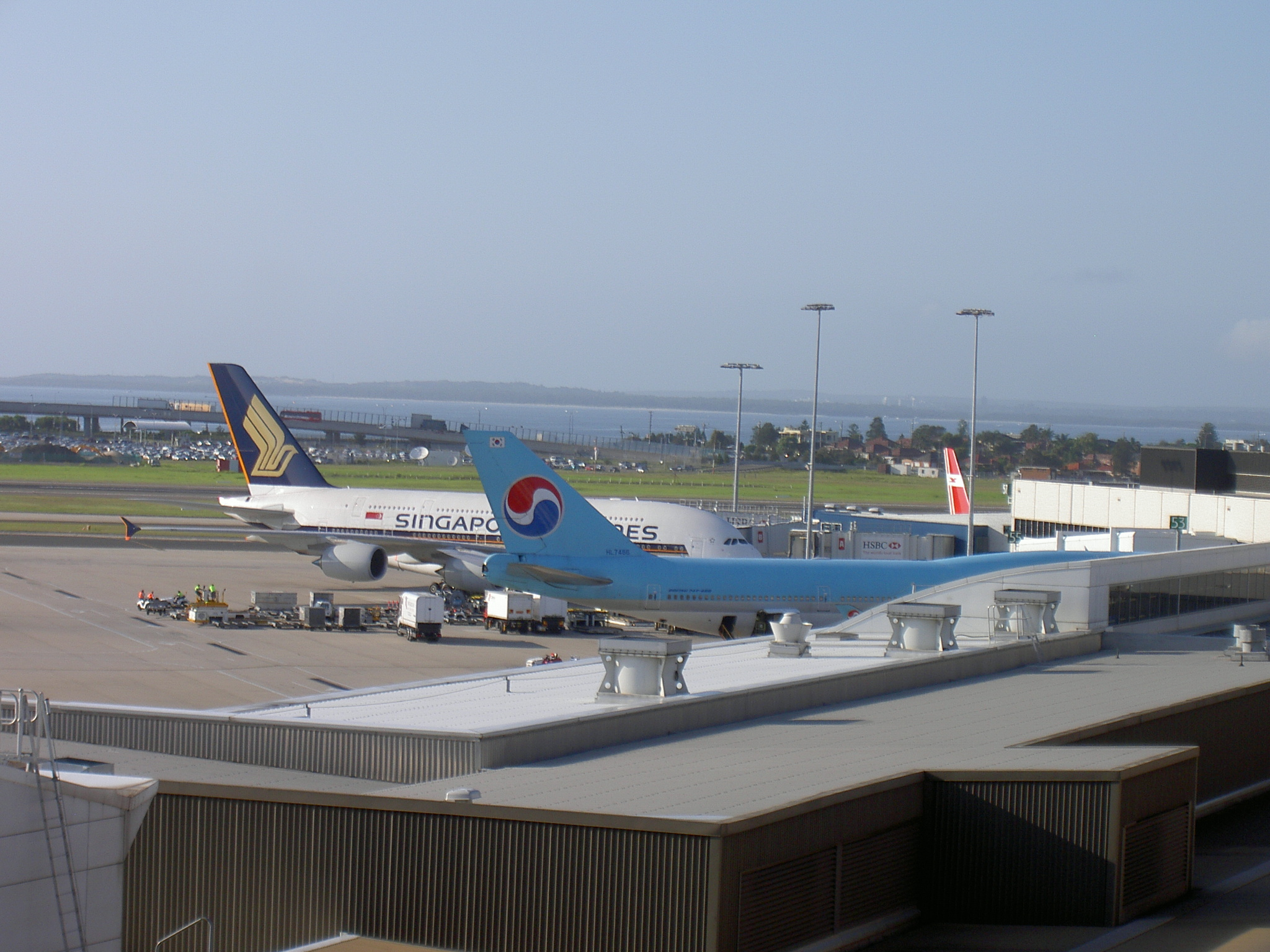
싱가포르 항공의 에어버스 A380-800과 대한항공의 보잉 747-400
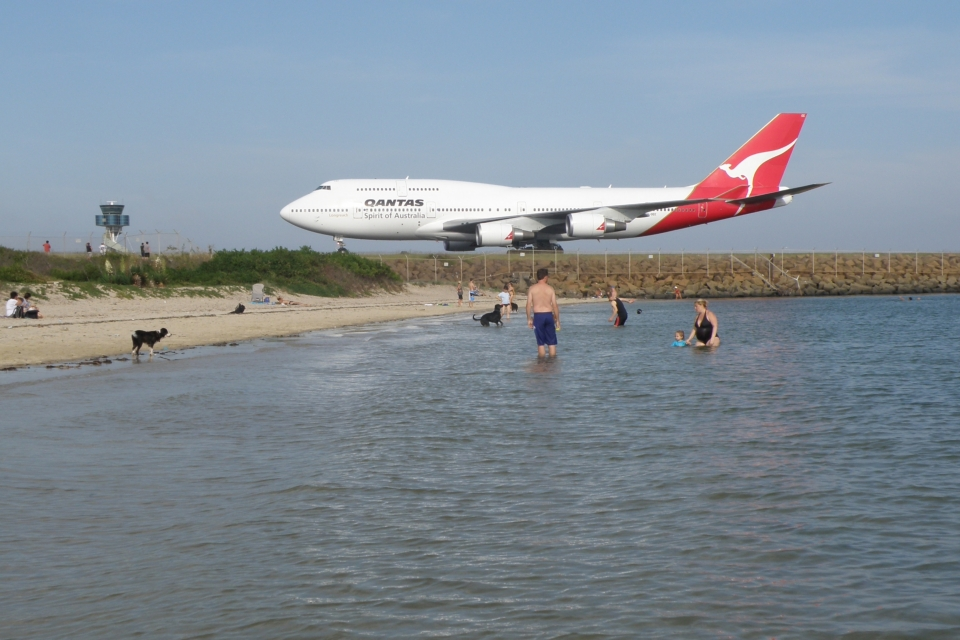
콴타스 항공의 보잉 747-400
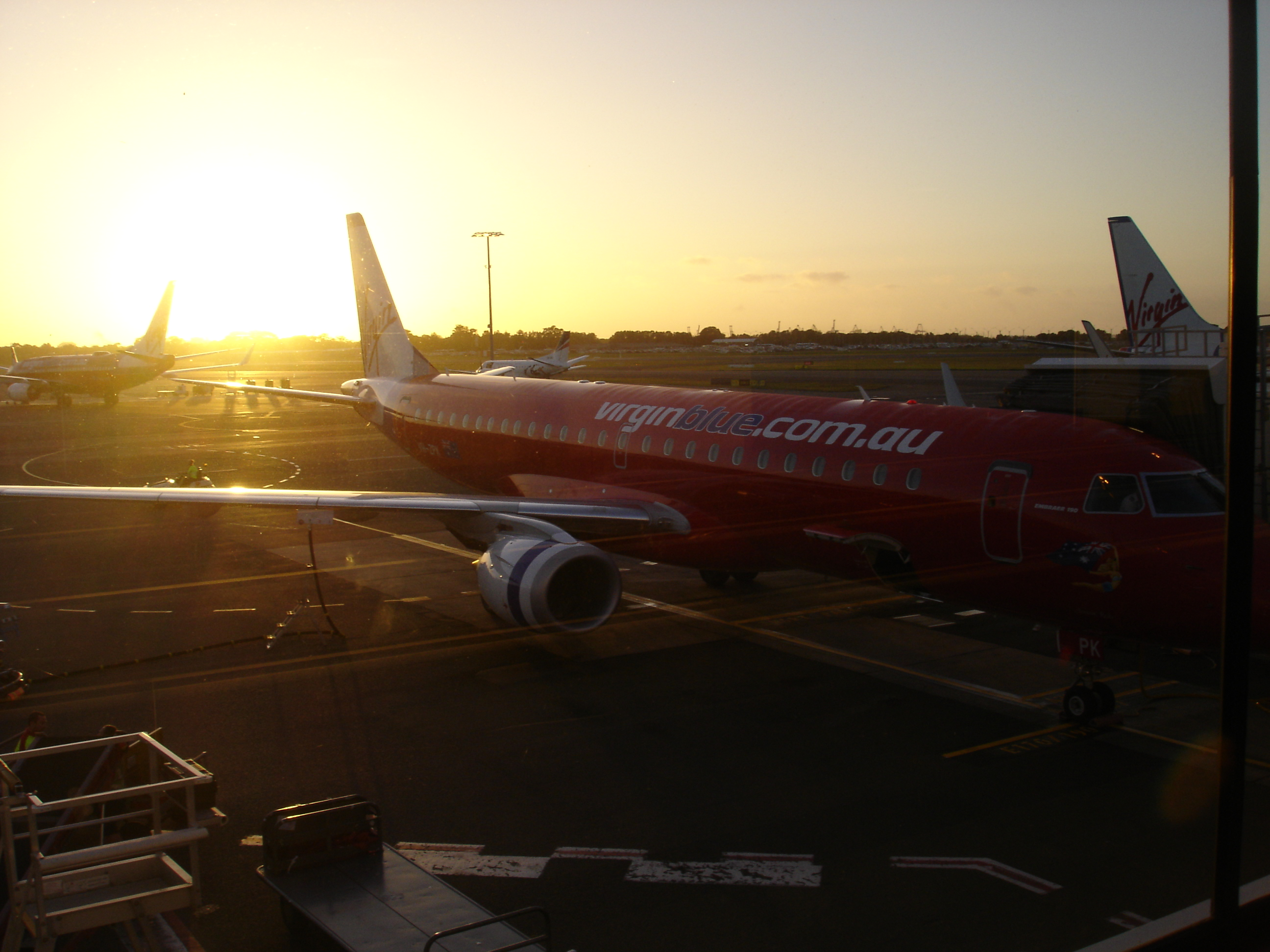
버진 오스트레일리아의 ERJ-190